# 윌리엄 톨버트
윌리엄 리처드 톨버트 주니어(영어: William Richard Tolbert Jr, 1913년 5월 13일 ~ 1980년 4월 12일)는 라이베리아의 20대 대통령으로 1971년 ~ 1980년까지 대통령을 역임했다.

## 어린 시절
라이베리아 몬체라도 주 출생으로 1879년 미국 사우스캐롤라이나주 찰스턴에서부터 이주된 해방 노예의 자손으로 톨버트 일족은 라이베리아에 이주된 가장 큰 아메리코-라이베리아인 일족 중 하나였다.
초등, 고등 교육을 받고 1934년 라이베리아 대학교를 최우등으로 졸업하고 빅토리아 A. 데이비드와 결혼했다. 곧 정치에 참여하기 시작해 라이베리아 유일의 합법 정당이던 트루 휘그당에 들어가 1951년 윌리엄 터브먼 대통령에 의해 부통령에 임명되고 1955년 하원의원에 당선되었으며 1965년에는 침례교 목사로 아프리카에서는 최초로 세례 세계 얼라이언스 회장으로 임명되었다.

## 대통령

### 야당과 토착 민족들에 대한 태도
1971년 터브먼의 급작스런 죽음에 따라 대통령직을 계승했는데 일부 진보적 개혁을 시작하고 거의 백년 전 야당 프로그레시브 얼라이언스 공화당이 붕괴된 이후 최초로 야당 창당을 허용했다. 1975년 재선되었지만 그의 정책은 여러 분야에 걸쳐 깊은 경제 불균형을 낳았다.
또한 풍요로운 아메리코-라이베리아인 집안에서 자랐기 때문에 경제 내각에서는 친척들을 등용하는 등 코드 인사 의혹이 제기되었고 재선된 후 토착 민족도 승진시키는 방안을 마련했으나 그 속도는 매우 느렸다.

### 외교 정책
톨버트는 강한 친서방 정책을 내팽겨치고 라이베리아의 정치적 독립을 선언해 소련, 쿠바, 중화인민공화국, 기타 동구권 국가 등 다른 공산권 국가들과 외교 관계를 수립했다.
또한 1973년 10월 욤 키푸르 전쟁이 발발하자 이스라엘과 외교 관계를 단절하고 팔레스타인의 권리를 인정하는 선언을 발표했다. 그러나 전임 대통령 터브먼의 영향으로 베트남 전쟁에서는 미국을 지원하기도 했으며 1979년부터 1980년 죽을때까지 아프리카 통일 기구의 회장을 역임했다.

### 경제

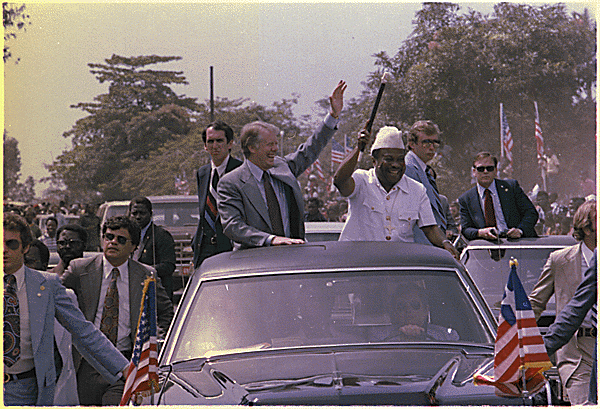
톨버트와 몬로비아를 방문한 미국 대통령 지미 카터(차 안 왼쪽)

당시 세계의 고무 가격은 라이베리아 경제에 압박을 가했고 톨버트는 새로운 정책들을 도입해 경제와 정치 풍토를 개선하려 했다. 그러나 인구 대부분이 가난하고 안전한 물과 전기, 공공 시설이 없는 탓에 그의 도전은 사실상 불가능한 도전이었다.
톨버트는 외국 회사와도 새로운 관계를 맺기 시작해 그 동안 정부의 세무 조사 없이 운영했던 외국 회사들에 대해 수백만 달러의 세금을 내도록 강요했고 1975년 5월 서아프리카 15개국의 공동 시장 생성을 위한 서아프리카 경제 공동체를 수립하는데 찬성했다.
1970년대 후반에는 리비아와 쿠바로부터 경제적 지원을 얻어 1980년 쿠데타로 종료될 때까지 몬로비아에서 저가 주택 공급 사업을 벌였다.

### 쌀 폭동
1979년 4월 톨버트 내각의 농업장관 피렌체 체노웨스는 22달러에서 100파운드 봉지당 26달러로 농산물 가격을 인상했고 이는 라이베리아 전 농민들의 반발을 불러일으켰다.
4월 14일 2000명의 운동가들이 평화적인 항의 시위를 벌였으나 시위대에 대한 군대와 경찰의 신속한 진압, 무질서한 군중 등으로 폭동으로 발전해 1만 명의 시위대가 라이베리아 전역의 쌀 창고를 약탈하고 4000만 달러 이상의 피해를 냈으며 뒤이어 라이베리아군이 무력 진압을 개시해 도시의 거리에서 12시간 내에 최소한 민간인 40명이 살해당하고 500명 이상이 부상당했다.
톨버트 정부의 신뢰성도 쌀 폭동으로 인해 심각하게 손상되었다.

## 쿠데타와 암살
1980년 3월 톨버트는 PPP의 가브리엘 바커스 매튜스를 반역 혐의로 체포하고 PPP를 해산시켰다. 이에 4월 12일 사무엘 도와 17명의 라이베리아군 상사가 이끄는 쿠데타가 발생해 대통령궁을 폭격했고 톨버트는 그의 지지자 26명과 함께 살해되어 무덤에 묻혔으며 성난 군중들이 시체에 돌을 던지고 모욕하기도 했다.
10일 뒤인 4월 22일에는 외무부 장관 찰스 세실 데니스 등 톨버트 내각원 13명이 몬로비아의 바클리 트레이닝 센터 근처의 해변에서 공개적으로 총살당했는데 이중 4명만이 살아남았고 그중 재무부 장관 엘렌 존슨설리프은 훗날 라이베리아 대통령이 되었다.
이로써로 아메리코-라이베리아인의 정치적 지배 133년이 끝나고 사무엘 도는 민족 수복 위원회라 불리는 군부 통치를 수립하였다.

## 같이 보기
- 라이베리아의 역사

## 역대 선거 결과
| 선거명      | 직책명              | 대수 | 정당        | 득표율  | 득표수    | 결과 | 당락 |
| ----------- | ------------------- | ---- | ----------- | ------- | --------- | ---- | ---- |
| 1971년 선거 | 라이베리아의 부통령 | 23대 | 트루 휘그당 | 100.00% | 714,005표 | 1위  |      |
| 1975년 선거 | 라이베리아의 대통령 | 20대 | 트루 휘그당 | 100.00% | 750,000표 | 1위  |      |